# Lycorina globiceps
Lycorina globiceps là một loài tò vò trong họ Ichneumonidae.